# До последен дъх (сериал)
Вижте пояснителната страница за други значения на До последен дъх.
До последен дъх (на турски: Acı Hayat) е турски драматичен телевизионен сериал от 2005 година.

## Излъчване
| Сезон | Начало на сезона | Край на сезона | Епизоди | Всички епизоди | ТВ сезон    | ТВ канал |
| ----- | ---------------- | -------------- | ------- | -------------- | ----------- | -------- |
| 1     | 14 декември 2005 | 12 юни 2006    | 23      | 1 – 23         | 2005 – 2006 | Show TV  |
| 2     | 9 октомври 2006  | 25 юни 2007    | 36      | 24 – 59        | 2006 – 2007 | Show TV  |

## Сюжет
Това е историята на Мехмет и Нермин, които живеят в краен квартал на Истанбул. Двамата са лудо влюбени един в друг. Той е заварчик, а тя – маникюристка в известен салон. Двамата искат да се оженят и да имат свой дом, но липсата на пари им пречи да постигната така желанато щастие.
Бедността е кошмарът на Мехмет и Нермин. Двамата започват да се отчуждават, защото каквото и да правят, не могат да изкарат достатъчно пари, за да имат нормален живот. Въпреки всичко Мехмет работи усърдно, за да осигури дом и семейство на любимата си.
В момент на разочарование Нермин е повикана в богаташка къща да направи маникюр на известна жена. Там тя се запознава с Ендер – известен плейбой. Ендер се влюбва в красивото момиче и го прелъстява. Нермин е принудена да се омъжи за Ендер, след като прекарва една нощ с него.
Сега Нермин има всичко, за което е мечтала. Но е далече от Мехмет. А той е готов на всичко, за да отмъсти на Ендер за изгубената любов.

## Актьорски състав
- Кенан Имирзалъолу – Мехмет Косовалъ
- Селин Делиратар – Нермин Йълдъз
- Оуз Галели – Ендер Керванджъолу
- Ебру Коджаа – Филиз Керванджъолу
- Гьокджан Гьокмен – Айсу
- Ахмет Йенилмез – Хасан
- Екин Тюркмен – Йозлем Косовалъ
- Мурат Сойдан – Джелял Косовалъ
- Мерал Орхонсай – Султан Косовалъ
- Ферди Мертер – Сефа Керванджъолу
- Анта Торос – Белкис Керванджъолу
- Тургай Тануклу – Сабри Йълдъз
- Налан Башаран – Асие Йълдъз
- Йозлем Турхал – Мюге
- Гюлсевен Йълмаз – Мелек
- Текин Темел – Шукрю
- Угур Ташдемир – Чаадаш
- Мехмет Полат – Бекир Карадаг
- Шахин Челик – Терзи – Шивача
- Хюсеин Елмалъпънар – Нуман
- Еркан Демирел – Рахман Мараш
- Халил Ибрахим Калайджоглу – Топал Иззет

## В България
В България сериалът започва излъчване на 27 декември 2011 г. по bTV и завършва на 8 май 2012 г. Ролите се озвучават от Биляна Петринска, Лина Златева, Здравко Методиев, Николай Николов и Георги Георгиев-Гого.
През 2014 г. започва повторно излъчване по Нова телевизия. Дублажът е записан наново. Ролите се озвучават от Ани Василева, Ася Братанова, Лиза Шопова, Александър Воронов, Стефан Сърчаджиев-Съра и Димитър Иванчев.